# Вітюгов Микита Кирилович
Микита Кирилович Вітюгов (4 лютого 1987, Ленінград, СРСР) — англійський (раніше російський) шахіст, гросмейстер (2007).
У складі збірної Росії дворазовий переможець командних чемпіонатів світу 2010 та 2013 рр., переможець командного чемпіонату Європи 2019 року.
Його рейтинг на січень 2025 року — 2670 (54-те місце у світі, 2-ге серед шахістів Англії).

## Кар'єра

### 2006—2011
У жовтні 2006 року Микита Вітюгов став віце-чемпіоном світу серед юніорів до 20 років.
На 8-му чемпіонаті Європи, що проходив в 2007 році в Дрездені з результатом 7 очок з 10 можливих (+4-0=6) посів 31 місце.
У жовтні 2008 року з результатом 6,5 очок з 11 можливих (+3-1=7) посів 5 місце в суперфіналі чемпіонату Росії.
На Кубку світу 2009 року, що проходив в Ханти-Мансійську, Микита поступився в четвертому колі (1/8 фіналу) Сергію Карякіну з рахунком ½ на 1½ очка.
У грудні 2009 року Микита Вітюгов з результатом 5 очок з 9 можливих (+3-2=4) посів 3-є місце в суперфіналі чемпіонату Росії.
У червні 2010 року набравши 6,5 очок з 11 можливих (+3-1=7) розділив 3-4 місця на турнірі ім. Анатолія Карпова (Пойковський).
У лютому 2011 року Микита Вітюгов з результатом 6,5 очок з 9 можливих (+5-1=3) розділив 1-3 місця на турнірі «Аерофлот опен».
У червні 2011 року фінішував 10-м на чемпіонаті Європи, що проходив в Екс-ле-Бені.
На кубку світу 2011 року вилетів в третьому колі, поступившись на тай-брейку росіянину Володимиру Поткіну з рахунком 1½ на 2½ очки.

### 2012—2014
У січні 2012 року посів останнє шосте місце з результатом 3 очки з 10 можливих (+2-6=2) на турнірі ХХ категорії, що проходив в Реджо-Емілія.
У березні 2012 року з результатом 7,5 очок з 11 можливих (+5-1=5) посів 16-е місце на 13-му чемпіонаті Європи, що проходив в Пловдиві.
У січні 2013 року Вітюгов став переможцем турніру в Гібралтарі. Набравши 8 очок з 10 можливих (+6-0=4) Микита в фіналі на тай-брейку переміг англійця Найджела Шорта.
У червні 2013 року посів 4 місце на турнірі ХХ категорії Меморіал Алехіна.
На кубку світу 2013 року, що проходив у Тромсе Вітюгов поступився в третьому колі на тай-брейку росіянину Олександру Морозевичу з рахунком 3,5 на 4,5 очка.
У жовтні 2013 року Микита Вітюгов з результатом 5, 5 з 9 можливих (+3-1=5) став бронзовим призером суперфіналу чемпіонату Росії.
У січні 2014 року набравши 8 з 10 можливих очок (+6-0=4), Микита розділив 1-3 місця на 13-му міжнародному турнірі, що проходив в Гібралтарі, за підсумками тай-брейку посів 2 загальне місце.
У червні 2014 року в Дубаї Микита Вітюгов з результатом 8½ очок з 15 можливих (+6-4=5), посів 36 місце на чемпіонаті світу з рапіду , та з результатом 12½ з 21 можливого очка (+9-5=7) посів 20 місце на чемпіонаті світу з бліцу.
У грудні 2014 року з результатом 4½ з 9 можливих очок (+2-2=5) посів 6 місце на чемпіонаті Росії з шахів.

### 2015
У лютому 2015 року розділив 3-11 місця (за додатковим показником — 4 місце) на турнірі Gibraltar Chess Festival 2015. Результат Нікіти на турнірі — 7½ з 10 очок (+5-0=5), турнірний перфоманс склав — 2775 очка.
У березні 2015 року з результатом 7 очок з 11 можливих (+3-0=8) посів 30 місце на чемпіонаті Європи, що проходив у Єрусалимі.
У квітня 2015 року у складі збірної Росії Вітюгов посів 4-е місце на командному чемпіонаті світу, що проходив у вірменському курортному містечку Цахкадзор. Крім того, Микита з показником 64,3 % набраних очок посів 6-е місце серед шахістів, які виступали на четвертій шахівниці.
У серпні 2015 року, набравши 6½ очок з 11 можливих (+2-0=9), Микита став бронзовим призером чемпіонату Росії, що проходив у м.Чита.
У вересні 2015 року на кубку світу ФІДЕ вилетів у другому колі поступившись Ле Куанг Льєму на тай-брейку з рахунком 1½ на 2½ очки.
У жовтні 2015 року на чемпіонаті світу зі швидких та блискавичних шахів, що проходив у Берліні, посів:
 — 49 місце на турнірі зі швидких шахів, набравши 8½ з 15 очок (+5-3=7),
 — 18 місце на турнірі з блискавичних шахів, набравши 13 з 21 очка (+10-5=6).
У грудні, набравши 6 очок з 9 можливих (+4-1=4), посів 16 місце на опен-турнірі «Qatar Masters Open 2015».

### 2016
У травні 2016 року з результатом 7½ очок з 11 можливих (+5-1=5) посів 11-те місце на чемпіонаті Європи, що проходив у місті Джяковіца (Косово).
У жовтні 2016 року з результатом 5½ з 11 очок (+1-1=9) розділив 6-9 місця у суперфіналі чемпіонату Росії, що проходив у Новосибірську.
У середині грудня 2016 року на чемпіонаті Європи зі швидких та блискавичних шахів, що проходив у Таллінні в рамках Меморіалу П.Кереса, посів:
 — 17-те місце на турнірі зі швидких шахів, набравши 8½ з 11 очок (+7-1=3),
 — 11-те місце на турнірі з блискавичних шахів, набравши 18½ з 26 очок (+15-4=7).
А наприкінці грудня 2016 року на чемпіонаті світу зі швидких та блискавичних шахів, що проходив у м. Доха (Катар), Микита посів:
 — 40-е місце на турнірі зі швидких шахів, набравши 8 з 15 очок (+5-4=6),
 — 39-те місце на турнірі з блискавичних шахів, набравши 11½ з 21 очка (+7-5=9).

### 2017
У лютому 2017 року з результатом 7 очок з 10 можливих (+5-1=4) Вітюгов розділив 10-23 місця (17-те за додатковим показником) на турнірі «Gibraltar Chess Festival 2017», що проходив в Гібралтарі.

### 2018
На початку лютого 2018 року, набравши 7½ очок (+6-1=3), Микита посів 5-те місце на турнірі Tradewise Gibraltar Chess Festival 2018, що проходив за швейцарською системою за участі 276 шахістів.
У грудні 2018 року на чемпіонаті світу зі швидких та блискавичних шахів, що проходив у Санкт-Петербурзі, Вітюгов посів:
 — 101-ше місце у турнірі зі швидких шахів, набравши 7½ з 15 очок (+5-5=5),
 — 14-те місце у турнірі з блискавичних шахів, набравши 13½ очок з 21 можливого (+9-3=9).

### 2019—2020
На початку року Вітюгов традиційно взяв участь в одному з найсильніших турнірів, що проводиться за швейцарською системою — «Gibraltar Chess Festival 2019». Набравши 7½ очок з 10 можливих (+5-0=5) росіянин розділив 3-5 місця (3-тє за додатковим показником).
У вересні 2019 році дійшов до 1/4 фіналу на кубку світу з шахів, що проходив у Ханти-Мансійську.
У листопаді 2019 року у складі збірної Росії став переможцем командного чемпіонату Європи, що проходив у Батумі. Набравши 4½ очок з 7 можливих (+3-1=3), Микита посів 3-тє місце серед шахістів, які виступали на другій шахівниці.
Наприкінці грудня 2019 року на чемпіонаті світу зі швидких та блискавичних шахів, що проходив у Москві, Вітюгов посів:
 — 80-те місце у турнірі зі швидких шахів, набравши 8 з 15 очок (+5-4=6),
 — 50-те місце у турнірі з блискавичних шахів, набравши 12 очок з 21 можливого (+8-5=8).
У січні 2020 року з результатом 5 очок з 13 можливих (+0-3=10) Микита посів 12 місце на турнірі 20-ї категорії «Tata Steel Chess Tournament», що проходив у Вейк-ан-Зеє.

## Турнірні досягнення
| Рік  | Місто                 | Турнір                                                | +  | − | =  | Результат | Місце  |
| ---- | --------------------- | ----------------------------------------------------- | -- | - | -- | --------- | ------ |
| 2005 | Санкт-Петербург       | Меморіал Чігоріна                                     | 4  | 0 | 5  | 6½ з 9    | 8      |
| 2006 | Томськ                | 59-й чемпіонат Росії (вища ліга)                      | 3  | 0 | 6  | 6 з 9     | 7      |
| 2007 | Дрезден               | 8-й чемпіонат Європи                                  | 4  | 0 | 6  | 7 з 10    | 31     |
|      | Красноярськ           | 60-й чемпіонат Росії (вища ліга)                      | 1  | 0 | 8  | 5 з 9     | 42     |
| 2008 | Москва                | 61-й чемпіонат Росії (суперфінал)                     | 3  | 1 | 7  | 6½ з 11   | 5      |
| 2009 | Москва                | Аерофлот опен                                         | 3  | 1 | 5  | 5½ з 9    | 10     |
|      | Ханти-Мансійськ       | Кубок світу ФІДЕ                                      | 2  | 1 | 5  | 4½ з 8    | 1/8    |
|      | Томськ                | 62-й чемпіонат Росії (суперфінал)                     | 3  | 2 | 4  | 5 з 9     | Bronze |
| 2010 | Пойковский            | 11-й міжнародний турнір                               | 3  | 1 | 7  | 6½ з 11   | — 4    |
|      | Москва                | 63-й чемпіонат Росії (суперфінал)                     | 2  | 2 | 7  | 5½ з 11   | 6      |
| 2011 | Ханти-Мансійськ       | Кубок світу ФІДЕ                                      | 1  | 0 | 5  | 3½ з 6    | 1/16   |
|      | Москва                | Аерофлот опен                                         | 5  | 1 | 3  | 6½ з 9    | — 3    |
|      | Екс-ле-Бен            | 12-й чемпіонат Європи                                 | 5  | 0 | 6  | 8 з 11    | 10     |
|      | Саратов               | Кубок Губернатора                                     | 1  | 3 | 7  | 4½ з 11   | 10     |
| 2012 | Реджо-нель-Емілія     | 54-й міжнародний турнір                               | 2  | 6 | 2  | 3 з 10    | 6      |
|      | Пловдив               | 13-й чемпіонат Європи                                 | 5  | 1 | 5  | 7½ з 11   | 16     |
|      | Тюмень                | 65-й чемпіонат Росії (вища ліга)                      | 5  | 1 | 5  | 7½ з 11   | Bronze |
| 2013 | Гібралтар             | 12-й міжнародний турнір                               | 6  | 0 | 4  | 8 з 10    | Gold   |
|      | Париж Санкт-Петербург | Меморіал Алехіна                                      | 1  | 1 | 7  | 4½ з 9    | 4      |
|      | Ханти-Мансійськ       | Чемпіонат світу з рапіду                              | 6  | 3 | 6  | 9 з 15    | 5      |
|      | Ханти-Мансійськ       | Чемпіонат світу з бліцу                               | 10 | 9 | 11 | 15½ з 30  | 24     |
|      | Тромсе                | Кубок світу ФІДЕ                                      | 3  | 0 | 3  | 4½ з 6    | 1/16   |
|      | Нижній Новгород       | 66-й чемпіонат Росії (суперфінал)                     | 3  | 1 | 5  | 5½ з 9    | Bronze |
| 2014 | Гібралтар             | 13-й міжнародний турнір                               | 6  | 0 | 4  | 8 з 10    | — 3    |
|      | Дубай                 | Чемпіонат світу з рапіду                              | 6  | 4 | 5  | 8½ з 15   | 36     |
|      | Дубай                 | Чемпіонат світу з бліцу                               | 9  | 5 | 7  | 12½ з 21  | 20     |
|      | Казань                | 67-й чемпіонат Росії (суперфінал)                     | 2  | 2 | 5  | 4½ з 9    | 6      |
| 2015 | Гібралтар             | 14-й міжнародний турнір                               | 5  | 0 | 5  | 7½ з 10   | 4      |
|      | Єрусалим              | 16-й чемпіонат Європи                                 | 3  | 0 | 8  | 7½ з 11   | 30     |
|      | Цагкадзор             | Командний чемпіонат світу                             | 1  | 1 | 2  | 2 з 4     | 4 (6)  |
|      | Чита                  | 68-й чемпіонат Росії                                  | 2  | 0 | 9  | 6½ з 11   | Bronze |
|      | Баку                  | Кубок світу ФІДЕ                                      | 0  | 0 | 4  | 2 з 4     | 1/32   |
|      | Берлін                | Чемпіонат світу з рапіду                              | 5  | 3 | 7  | 8½ з 15   | 49     |
|      | Берлін                | Чемпіонат світу з бліцу                               | 10 | 5 | 6  | 13 з 21   | 18     |
|      | Доха                  | «Qatar Masters Open»                                  | 4  | 1 | 4  | 6 з 9     | 16     |
| 2016 | Джяковіца             | 17-й чемпіонат Європи                                 | 5  | 1 | 5  | 7½ з 11   | 11     |
|      | Новосибірськ          | 69-й чемпіонат Росії (суперфінал)                     | 1  | 1 | 9  | 5½ з 11   | 6 — 9  |
|      | Таллінн               | Чемпіонат Європи з рапіду                             | 7  | 1 | 3  | 8½ з 11   | 17     |
|      | Таллінн               | Чемпіонат Європи з бліцу                              | 15 | 4 | 7  | 18½ з 26  | 11     |
|      | Доха                  | Чемпіонат світу з рапіду                              | 5  | 4 | 6  | 8 з 15    | 40     |
|      | Доха                  | Чемпіонат світу з бліцу                               | 7  | 5 | 9  | 11½ з 21  | 39     |
| 2017 |                       |                                                       |    |   |    |           |        |
| 2018 | Гібралтар             | 17-й міжнародний турнір                               | 6  | 1 | 3  | 7½ з 10   | 5      |
| 2019 | Гібралтар             | 18-й міжнародний турнір                               | 5  | 0 | 5  | 7½ з 10   | — 5    |
|      | Ханти-Мансійськ       | Кубок світу ФІДЕ                                      | 3  | 0 | 7  | 6½ з 10   | 1/4    |
|      | Батумі                | Командний чемпіонат Європи                            | 3  | 1 | 3  | 4½ з 7    | ()     |
|      | Москва                | Чемпіонат світу з рапіду                              | 5  | 4 | 6  | 8 з 15    | 80     |
|      | Москва                | Чемпіонат світу з бліцу                               | 8  | 5 | 8  | 12 з 21   | 50     |
| 2020 | Вейк-ан-Зеє           | 82-й міжнародний турнір «Tata Steel Chess Tournament» | 0  | 3 | 10 | 5 з 13    | 12     |

## Зміни рейтингу
| На цьому місці має відображатися графік чи діаграма, однак з технічних причин його відображення наразі вимкнено. Будь ласка, не видаляйте код, який викликає це повідомлення. Розробники вже працюють для того, щоби відновити штатне функціонування цього графіка або діаграми. | |
| | На цьому місці має відображатися графік чи діаграма, однак з технічних причин його відображення наразі вимкнено. Будь ласка, не видаляйте код, який викликає це повідомлення. Розробники вже працюють для того, щоби відновити штатне функціонування цього графіка або діаграми. |